# Kiznaiver
Kiznaiver (яп. キズナイーバー, Кідзунаї:ба:) — аніме-серіал студії Trigger. Це перша робота Хіросі Кобаясі, який працював над Rage of Bahamut та Kill la Kill як режисер. Сценарій до аніме написала Марі Окада, дизайн персонажів розробив Сіро Міва.
Назва аніме представляє з себе гру слів: «рана» кідзу (яп. 傷) і «зв'язок» кідзуна (яп. きずな), і перегукується з головною ідеєю аніме, суть якої полягає у подоланні персонажами своїх проблем через емпатію один з одним. Тематично Kiznaiver схоже на інші роботи студії, так як у ньому показані проблеми комунікації персонажів.

## Сюжет
Сюжет аніме відбувається у вигаданому японському місті Сугоморі — колись процвітаючому, а нині прийшовшому в занепад мегаполісі. Це місто спочатку було створений як «Місце-Експеримент» для проекту «Кідзуна». За кілька днів до літніх канікул таємнича і беземоційна дівчина Норіко Сонодзакі говорить своєму однокласнику Кацухіре Агаті, що його вибрали «кізнайвером», тому що він практично не відчуває болю. Вони починають розділяти біль через систему «Кідзуна». Вона дозволяє Кацухіре розділяти свою біль і пов'язує його з однокласниками, які також є кізнайверами.
У християнстві існує 7 смертних гріхів: гординя, жадібність, заздрість, гнів, обжерливість, похіть, лінь. Однак творці «Кідзуни» виділили інші 7 гріхів: апатія, занудство, хитрість, зарозумілість, бандитизм, дивацтво, аморальність. Для кожного кізнайвера один із цих гріхів є визначним у характері, через що вони і були відібрані для експерименту.
Мета системи «Кідзуна» — встановити мир у всьому світі, з'єднавши спогади і досвід людей через рани. Біль одного кізнайвера розділяється між всіма іншими. Кацухіре і його однокласникам доведеться спробувати підтримувати один одного і терпіти біль на різних місіях від Норіко.

## Персонажі
Сейю: Аюмі Фудзімура
Кацухіро Агата — протагоніст. Апатичний і практично безімоціональний. Не відчуває свого болю, через що з малих років зазнавав знущань і утисків, хоча до них він байдужий. Страждає від того, що не може зрозуміти себе, і, як наслідок, зрозуміти і відчути інших. Його гріх — апатія, або відсутність емпатії. Був пов'язаний «Кідзуной» ще в дитинстві, але не пам'ятає про це. Також були й інші 18 дітей, включно з Норіко, його зв'язок з нею все ще не зник. Не відчуває біль через те, що Норіко забрала її собі. Закоханий у Норіко Сонодзакі.
Сейю: Юкі Кадзі
Норіко Сонодзакі — холодна й спокійна дівчина, не показує емоцій і доброти. Ставить інших у небезпечні ситуації. Представила кізнайверам свою версію семи смертних гріхів, відповідно до якої вони і були відібрані на експеримент. Незважаючи на те, що вона однокласниця і ровесниця всіх кізнайверов, вони знаходяться під її владою і керівництвом. Була пов'язана «Кідзуной» з іншими дітьми, разом з Кацухіро. Відчувала біль за двох, і тому, коли експеримент провалився, а дітей від'єднали від «Кідзуны», стала відчувати біль за всіх 19 дітей. Щоб не померти від больового шоку, приймає спеціальні препарати, притупляють почуття болю і емоції. Закохана в Кацухіро Агата.
Сейю: Хіро Сімоно
Тідорі Такасіро — давня подруга протагоніста, добра, небайдужа до проблем інших, зокрема, Кацухіры. Була закохана в нього, у чому зізнається в місії «Знайомство». Її гріх — занудство.
Сейю: Такуя Сато
Хадзіме Тенга — мильний і галасливий хлопець, дуже дратує інших, але при цьому хороший лідер. Холерик, дуже запальний, любить побитися. Не думає, перш ніж говорить, найчастіше його висловлювання безглузді і недоречні. Має репутацію шкільного задираки. Хобі — битися з такими ж задираками. Був першим, хто заступився за Кацухіру, коли у нього знову відбирали гроші. При зовнішній неподступности і безбашеності боїться собак. Гріх — бандитизм.
Сейю: Аясі Такагакі
Ніко Нііяма — ексцентрична дівчина в різнокольоровому одязі. Відразу ж справляє враження «не від світу сього». Мила, розумна, хоч і прикидається дурепою. Говорить про себе в третій особі. За словами Ніко, у її батьків власний бізнес, а сама вона дуже багата. Дівчина дуже переживає, що люди будуть ненавидіти її, тому намагається говорити дивні речі. Займається на перервах тим, що проводить ритуал виклику фей. Пізніше зізнається, що насправді вона не вірить у все це. Гріх — дивацтво.
Сейю: Дайсуке Воно
Цугухіто Юта — холодний тактик, хороший учень, популярний серед дівчат у школі, «абсолютно нормальний». Піклується про свою репутацію, каже, що інших кізнайверов вважають покидьками в класі. Гріх — хитрість.
Сейю:  Міцукі Сайга
Хонока Макі — самотня, начитана дівчина. Скритна і гордовита. Спочатку здається злою і доброзичливою. Гріх — зарозумілість.
Сейю: Кодзі Юса
ЙОсіхару Хісому — людина, покрита таємницею. Не з'являвся у школі з першого дня навчання. Вважає себе гурманом серед болю. Вкрай аморальним. Мазохіст. Гріх — аморальність.
Сейю: Асамі Сето
Кадзунао Ямада — класний керівник та вчитель хімії головних героїв. Людина, яка брала участь у початковому проекті «Кідзуна».
Сейю: Норіякі Сугіяма
Муцумі Урусібара — психолог-консультант у школі. Таємнича жінка в білому халаті. Разом з Ямадою працювала з дітьми над проектом «Кідзуна». Небайдужа до Норіко, так як вважає себе винною у провалі першого експерименту.

## Аніме
Kiznaiver є оригінальним проектом студії Trigger. Режисером виступив Хіросі Кобаясі, сценарій написала Марі Окада. У той час як Сіро Міва розробляв дизайн персонажів, Маі Енеяма адаптувала їх в аніме Аніме-серіал транслювався з 9 квітня по 25 червня 2016 року по телеканалах Tokyo MX, GTV, GYT, BS11, ABC, TVA и AT-X.

## Музика
Опенінг — LAY YOUR HANDS ON ME групи «Boom Boom Satellites».
Ендінг — Hajimari no Sokudo (яп. はじまりの速度) групи «Sangatsu no Phantasia».